# Соловейко західний
Солове́йко за́хідний , або південний (Luscinia megarhynchos) — невеликий співочий горобцеподібний птах родини мухоловкових (Muscicapidae), інколи його відносять до родини дроздових (Turdidae). В Україні гніздовий, перелітний птах.

## Опис

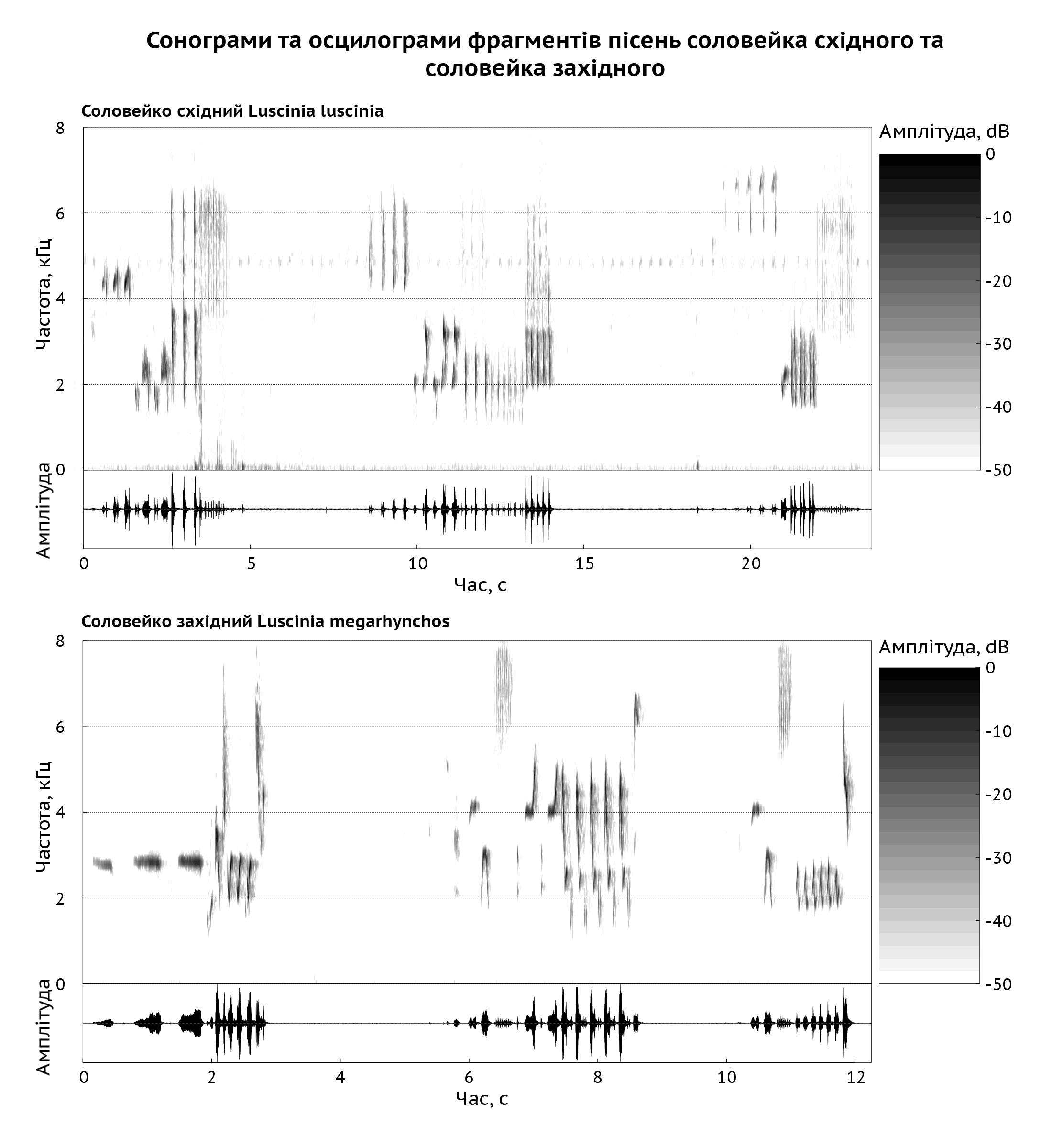
Сонограми фрагментів пісень соловейків звичайного та західного дають можливість надійно розрізнити ці два види за голосом.

Маса тіла 18-27 г, довжина тіла близько 17 см. Дорослий птах зверху бурий, поперек і надхвістя рудувато-бурі; низ білуватий, зі світлішими грудьми і черевом; махові пера бурі; хвіст іржасто-бурий; дзьоб бурий; ноги світло-бурі. Молодий птах буруватий, строкатий, на перах темна облямівка.
Дуже схожий на соловейка східного, від якого дорослі птахи відрізняються відсутністю темних плям на волі, рудішими попереком, надхвістям і хвостом, але найдостовірніше — піснею. Молодих птахів цих двох видів відрізнити складно.
Пісня соловейка західного мелодійна й різноманітна, нагадує пісню східного соловейка, але швидша й тихіша; поклик — тихий свист «гуііт».

## Поширення та місця існування
Соловейко західний поширений на теренах Північної Африки, у Центральній, Західній та Південній Європі, а також в Малій Азії, у північній частині Близького Сходу і Центральної Азії, а на зимівлю відлітають в екваторіальні регіони Африки.
В Україні гніздовий, перелітний птах Закарпаття, Передкарпаття, Придунайського регіону та Криму Ареал виду розширюється.
Веде потайний спосіб життя. Зазвичай оселяється в листяних і змішаних лісах, старих парках, садах і на кладовищах. Обов'язковою умовою у виборі місця проживання є наявність поблизу озерця, або ж лісового потічка, ставка чи річки. Цей соловейко мешкає тільки на рівнинах і ніколи не селиться вище 400 м над рівнем моря.

## Гніздування

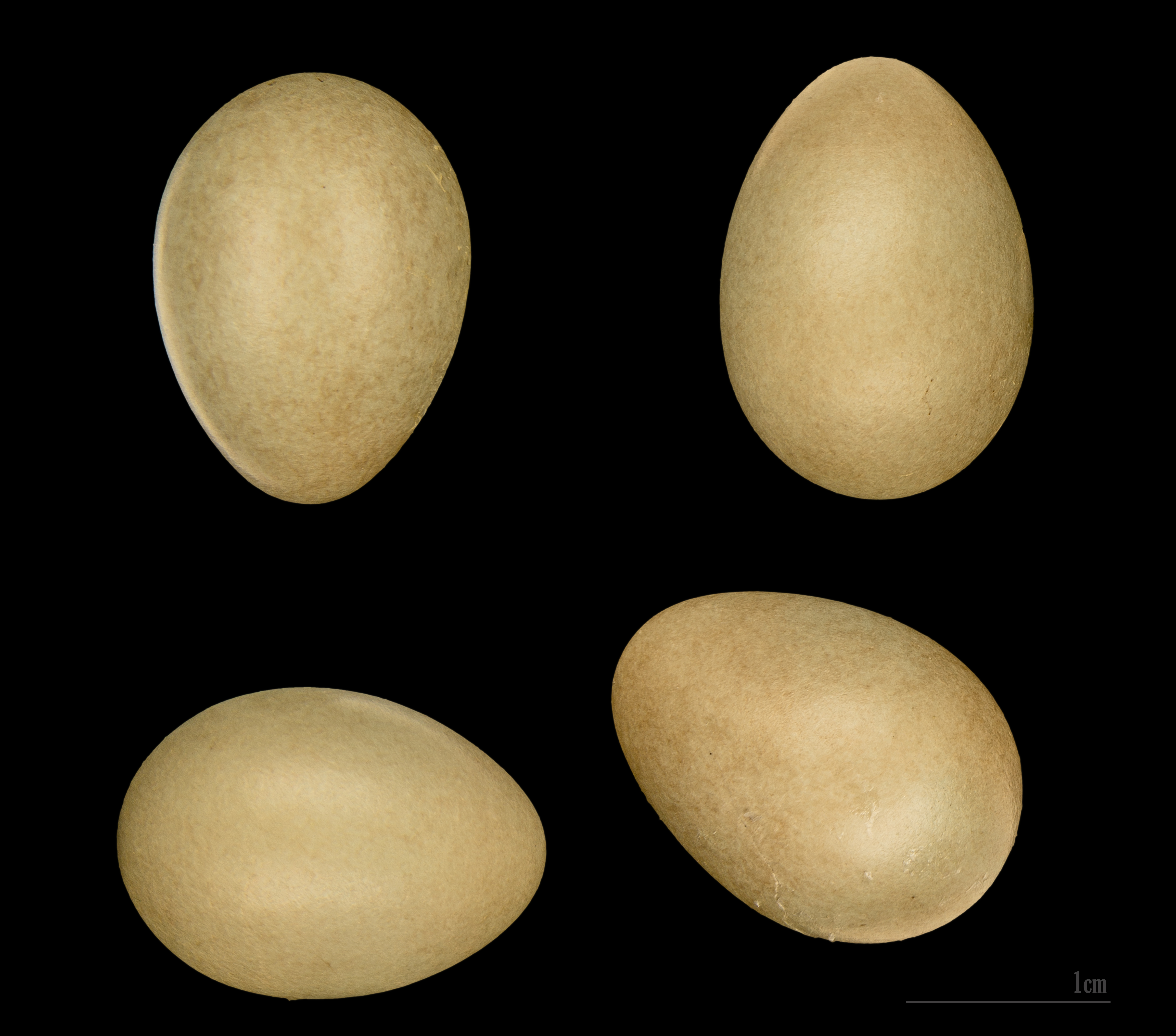
Яйця соловейка західного в оологічній колекції

Перелітні птахи, прилітають у квітні — травні, відлітають у серпні — вересні. На місця гніздування самці прилітають раніше за самок. Гнізда влаштовує на землі під кущами. Гніздо чашоподібної форми вистилається сухою травою і шерстю. З середини травня самка відкладає 4-6 матових, оливково-зелених або коричневих яєць і сама насиджує кладку. Через два тижні на світ з'являються сліпі пташенята, ще через 11-12 днів пташенята покидають гніздо і вчаться літати.
В кінці серпня — початку вересня солов'ї відлітають на місця зимівлі.

## Живлення
Живляться комахами, їхніми личинками та дрібними безхребетними.

## Охорона
Перебуває під охороною Бернської конвенції.